# أتالوس الرواقي
أتالوس الرواقي هو فيلسوف روماني من فرغاموس، عاش في القرن الأول الميلادي.
قام بتدريس الفلسفة الرواقية لسينيكا الأصغر، الذي كثيرًا ما يقتبس منه، ويتحدث عنه بأعلى العبارات. يتذكر سينيكا أتالوس في رسالته رقم 108:
كانت هذه هي النصيحة، على ما أذكر، التي قدمها لي أتالوس في الأيام التي كنت أحاصر فيها فصله، وكنت أول من يصل وآخر من يغادر. حتى وهو يمشي صعودًا وهبوطًا، كنت أتحداه في مناقشات مختلفة؛ لأنه لم يجعل نفسه في متناول تلاميذه فحسب، بل التقى بهم في منتصف الطريق. وكانت كلماته: "يجب أن يمتلك نفس الهدف كلاً من المعلم والباحث - الطموح في إحدى الحالتين للترقية، وفي الحالة الأخرى للتقدم".
في نفس الرسالة، يصف سينيكا بعض التدريب الرواقي الذي تلقاه من أتالوس:
وفي الحقيقة، عندما بدأ في دعم الفقراء، وإظهار العبء عديم الفائدة والخطير الذي يمثله كل شيء يتجاوز مقياس حاجتنا، كثيرًا ما رغبت في مغادرة قاعة محاضراته كرجل فقير. كلما انتقد حياتنا التي تسعى إلى المتعة، وأثنى على الطهارة الشخصية، والاعتدال في النظام الغذائي، والعقل الخالي من الملذات غير الضرورية، ناهيك عن الملذات غير المشروعة، جاءتني الرغبة في الحد من طعامي وشرابي.
من أعماله المكتوبة، لم يبق منها شيء. يذكر سينيكا أحد أعماله عن البرق؛ ويفترض أنه قد يكون مؤلف الأمثال التي أشار إليها هسيخيوس كما كتبها أتالوس.